# Błonie Rokitno
Błonie Rokitno – przystanek kolejowy w Błoniu, w województwie mazowieckim, w Polsce.
Po wniosku Burmistrza Błonia pierwotna nazwa przystanku kolejowego Rokitno została zmieniona na Błonie Rokitno. Zmiana ta miała miejsce jeszcze przed otwarciem przystanku do użytku pasażerów.

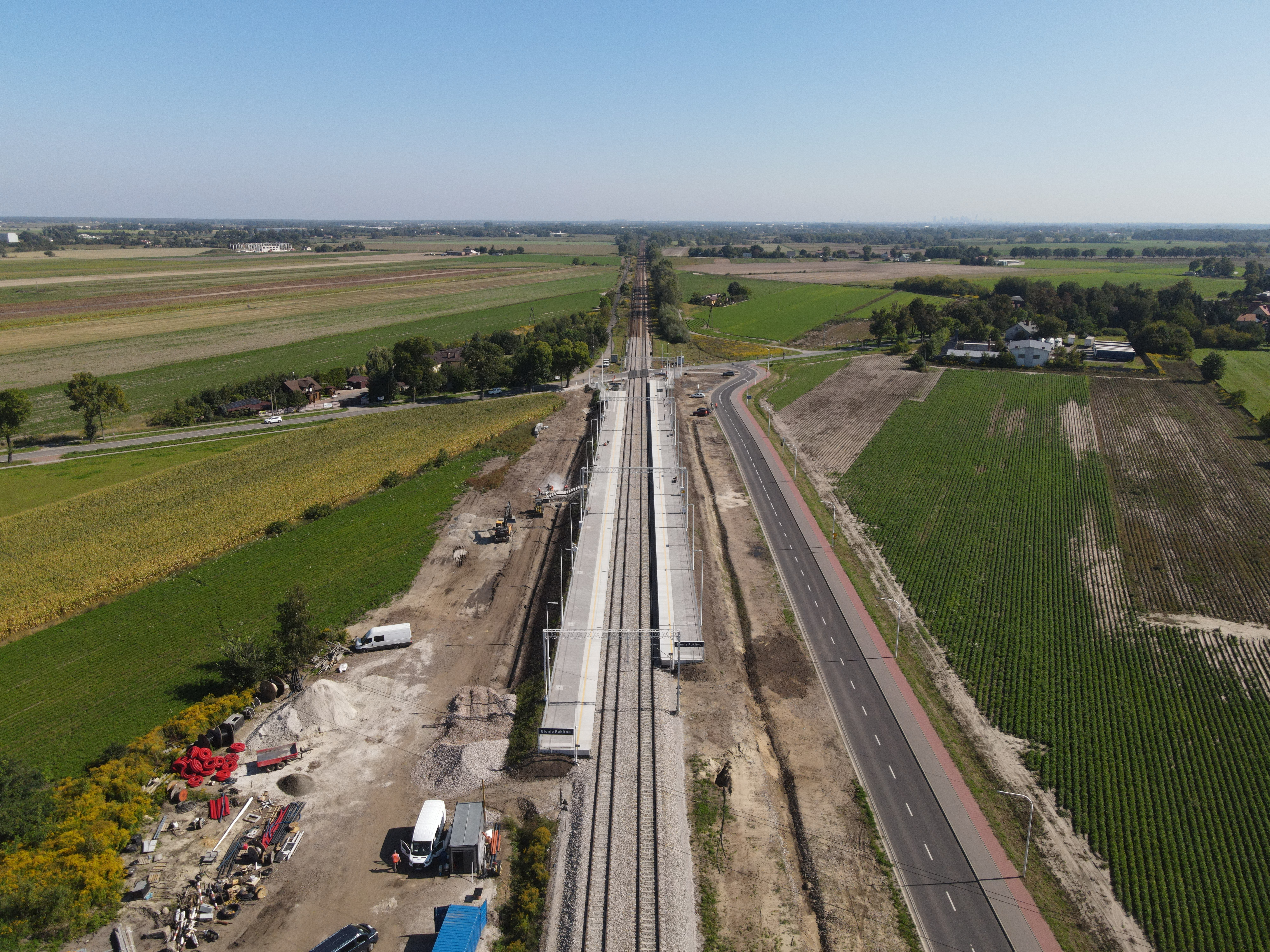
Błonie Rokitno od Zachodu